# OpenJPEG
OpenJPEG je otevřená knihovna pro práci s formátem JPEG 2000.
Knihovna od verze 2.1 oficiálně vyhovuje první části standardu a výbor JPEG ji označuje za jednu z referenčních implementací.
OpenJPEG používá např. chromium nebo ImageMagick.
Knihovna původně vznikla na Université catholique de Louvain (UCL).
Vývoj nyní probíhá na GitHubu.
Na rozdíl od některých jiných implementací může OpenJPEG pracovat s 16bitovými obrazy.